# Siroco (S-72)
El Siroco (S-72) es un submarino convencional de la Armada Española, perteneciente a la clase Agosta. Su nombre está inspirado en uno de los vientos de los relieves que coronan la Torre de los Vientos de la Acrópolis de Atenas, construida en el siglo I a. C. por Andrónico de Cirro.

## El buque
Partiendo de la modernización que llevaba consigo la segunda gran carena de los submarinos tipo Daphné (aproximadamente diez años de vida), la Dirección Technique des Constructions Navales francesa proyectó un nuevo tipo de submarino convencional, oceánico. En el programa naval quinquenal de 1970-1975 se incluyeron cuatro unidades que más tarde recibieron los nombres Agosta, Bévéziers, La Praya y Ouessant.
En 1971 se nombró una comisión para que estudiase el tipo de submarino que más convenía a la Armada Española, pues hay que recordar que en aquellos tiempos se contemplaba la posibilidad de la construcción de un sexto Daphné. 
Dicha comisión se puso a trabajar inmediatamente y analizó los proyectos disponibles o más accesibles en aquellos momentos. Se reducían solamente a dos, el francés antes mencionado y el alemán tipo 209, del que desde 1968 se habían construido un gran número de unidades; su aceptación en las distintas marinas fue muy importante. Debido al cambio de tecnología y someter al Arma Submarina al empleo de dos tipos de submarinos totalmente diferentes, con todos los problemas logísticos y de adiestramiento que ello supondría, la recomendación de la comisión naval se decantó por el modelo Agosta.

## Historia
El submarino Siroco (S-72) fue dispuesto por orden ministerial y a propuesta del Estado Mayor de la Armada en 1974 junto con otro submarino de la clase Agosta, el S-71 Galerna, en la factoría de la E.N. Bazán de Cartagena. Botado el 12 de diciembre de 1982 y entregado a la Armada española el 7 de diciembre de 1983.
El jueves 13 de junio de 1985, el submarino Siroco se encontraba en aguas de Cartagena para realizar ejercicios con buques de superficie. El único contacto próximo era el destructor Almirante Valdés (D-23) alejándose. Al realizar la maniobra de subida a cota de periscopio, ocurrió lo menos esperado, el destructor viró 180° para comenzar los ejercicios programados a las 8:00.
A las 8:52 y a cota 20 metros un impacto hizo temblar todo el submarino, maniobrando urgentemente a cota de seguridad (50 metros). En el destructor Almirante Valdés se sintió un ligero ascenso en la cubierta del buque, comprobando por babor y estribor qué hecho había provocado este movimiento. A las 8:55 se confirma el fatal enlace, sonando en el destructor la alarma de zafarrancho de combate.
En julio de 2007 durante el Ejercicio SINKEX hundió la antigua fragata Cataluña con un torpedo filoguiado F-17 mod. 2.
El 2 de junio de 2010 el S-72 apareció citado en algunos medios de prensa y radio españoles, por las fotos tomadas a un mercante con material militar sospechoso frente a las costas de Siria. Se trataba de una misión de la OTAN Active Endeavour desempeñada a principios de marzo de ese año.
En mayo de 2012 los recortes del Gobierno por la crisis económica hicieron imposible una inversión de al menos 25 millones de euros en un contrato con el astillero de Navantia en Cartagena que se ha venido aplazando durante los dos últimos años. Se trataba de la reparación general o carena del submarino Siroco.
La inmovilización definitiva de este submarino llega tras un periodo de incertidumbre marcado por el continuo aplazamiento de la carena entre fallidos intentos de venta a terceros países, como Turquía, Tailandia o Pakistán. Su orden de baja fue firmada el 17 de abril en la resolución 600/06964/2012 y se publicó en el Boletín Oficial de Defensa del 7 de mayo de 2012 con fecha efectiva el 29 de junio del mismo año.
Con fecha de 2018, el Siroco aún está atracado en los muelles del Arsenal de Cartagena.
El Boletín Oficial del Estado de 24 de julio de 2020 publicó la Resolución de la Junta Delegada de Enajenaciones y Liquidadora de Material de Cartagena, por la que se anuncia la venta por subasta pública del Ex-submarino "SIROCO" y del buque "EL CAMINO ESPAÑOL". Fue desguazado en 2021.

### Buques de la clase
- Galerna (S-71)
- Mistral (S-73)
- Tramontana (S-74)

### Buques similares
- Clase Daphne

### Listas relacionadas
- Submarinos de la Armada Española